# Xiaoting
Der Stadtbezirk Xiaoting (chinesisch 猇亭区, Pinyin Xiāotíng Qū) ist ein Stadtbezirk der bezirksfreien  Stadt Yichang im Westen der chinesischen Provinz Hubei. Der Stadtbezirk hat eine Fläche von 130,4 km² und zählt 67.800 Einwohner (Stand: Ende 2019).

## Administrative Gliederung
Auf Gemeindeebene setzt sich der Stadtbezirk aus drei Straßenvierteln zusammen. Diese sind:
- Straßenviertel Yunchi 云池街道
- Straßenviertel Huya 虎牙街道
- Straßenviertel Gulaobei 古老背街道